# Storia dei Maya
La storia dei Maya ha inizio intorno al 2000 a.C. nell'area meridionale del Messico (attuali stati federali del Chiapas, del Quintana Roo, del Campeche, dello Yucatán), nel Guatemala, a El Salvador e nel Belize (ex Honduras britannico). 

## Periodo Preclassico (2000 a.C. - 250 d.C.)
Nel Periodo Preclassico c'è la presenza, nella regione del Petén, Guatemala, dei primi Maya. Forse giunsero dal nord oppure subirono l'influenza di alcuni immigrati provenienti dalla regione del Messico. Essi erano probabilmente tribù di nomadi che si trasformarono in agricoltori abitando in piccoli gruppi vicino ai terreni coltivati. La loro coltura principale era quella del mais, coltivata soprattutto negli altipiani del Guatemala. 
La cultura maya ha un primo balzo in avanti, sotto l'influenza di Cerro de Ias Mesas, con i centri del versante pacifico del Guatemala.Questo periodo di transizione dal Preclassico al Classico fu uno dei più alti nella storia maya in quanto a fervore intellettuale e quindi si può presumere che tutta l'area vide questa fioritura, anche se a differenti gradi. El Mirador fu forse il nucleo maggiore da questo luogo, come abbiamo già visto, può essere partita la spinta decisiva alla successiva maturazione del Periodo Classico della cultura Maya.
All'inizio dell'era cristiana El Mirador, come Izapa e Nakbe, decade rapidamente e progressivamente il centro della produzione artistica ed intellettuale si sposta decisamente nei bassipiani del Petén, dove i Maya furono capaci di dare vita al massimo della loro espressione di cultura e dove sorsero i loro più grandi centri: vaste ed articolate strutture architettoniche, stuccate e colorate, con ardite attuazioni del tipo "a falsa volta", unite fra loro - ed è il fatto più mirabile - da strade lastricate che attraversano la giungla.

## Periodo Classico (250 d.C. - 900 d.C.)
Nel secondo periodo, quello Classico, i Maya raggiunsero il loro massimo splendore (nell'odierno Guatemala) con la formazione di città-stato dominanti. Con il finire del IX secolo, però, queste città furono tutte abbandonate, ma il motivo non è ben chiaro: forse per terremoti, modificazioni del clima, epidemie, guerre civili.  Dal X secolo i Maya non costruirono più monumenti; così in questa età ha termine il periodo di massimo splendore.

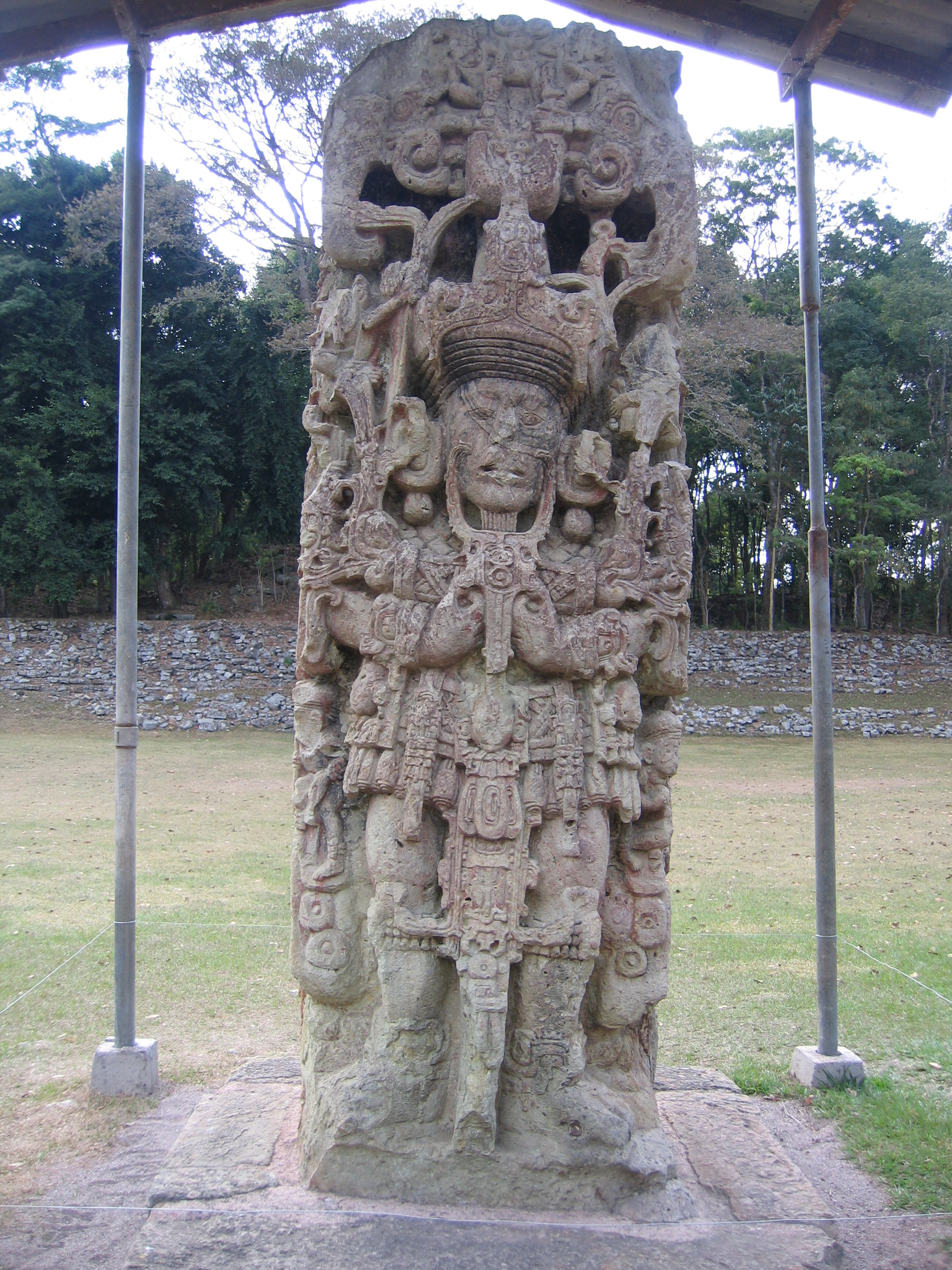
Una stele di Copán

Una prima fase del Classico (250-600 d.C.) è caratterizzata da una forte influenza culturale ed economica della metropoli messicana Teotihuacan. Successivamente, l'intero mondo Maya prende il via verso il suo apogeo culturale. Ciascuna città maya ha caratteristiche specifiche, che la distinguono nettamente dalle altre. È pensabile che i grandi centri costituissero attorno a loro delle piccole regioni culturalmente definite ed ancora oggi chiaramente identificabili. Eppure l'area ha una sua forte unità, perché quasi come obbedendo ad un ordine superiore, ad un piano preordinato ed imposto a tutto il mondo maya, ogni regione sembra specializzarsi, assumendo un ruolo preciso all'interno della intera produzione teorica e materiale: un vero sistema integrato come quello di una nazione unitaria. Così, mentre un centro si specializza nella produzione di steli e nella loro incisione, l'altro si dedica agli studi astronomici; un altro ancora produce milioni di manufatti in pietra. 
Nell'impianto urbano e nelle soluzioni architettoniche l'espressione maya mantiene originalità e regionalismi. Ad un primo approccio il progetto urbano di fondo che guida ogni altra città mesoamericana sembra assente in quelle maya: è così a Palenque, obbligata da un diseguale terreno ad impennate di piattaforme e templi; così è a Tikal, costretta invece nei limiti di un terreno carsico solo a tratti edificabile; ma così è anche a Copán, dove la piatta distesa avrebbe permesso il dispiegarsi tranquillo di ogni soluzione urbana tradizionale.
Solo un'attenta analisi degli sviluppi urbani permette di riacquisire il discorso unitario del progetto iniziale maya: progetto che si perse nel dispiegarsi degli eventi e nel sovrapporsi di nuovi poteri. La ricchezza architettonica di Tikal non ci restituirebbe altrimenti l'equilibrio delle masse delle acropoli, disposte invece puntualmente sul solito asse nord-sud; e non sarebbe possibile ricavarne la stessa disposizione nelle complesse strutture di grandi piazze, cortili e piattaforme sovrapposte di Palenque, come di Copán.

## Periodo Postclassico  (900 d.C. - 1539 d.C.)
Il terzo periodo, o Postclassico, vede il centro della civiltà dei Maya spostarsi più a settentrione, nella regione dello Yucatán. Le condizioni ambientali influirono in senso negativo sulla cultura dei Maya, infatti quando arrivarono gli Spagnoli la civiltà era già in piena decadenza.
Verso il X secolo d.C. tutte le grandi città vengono rapidamente abbandonate. Per quasi duecento anni, lo Yucatán fiorisce e si sviluppano centri come Uxmal e nel nord-est della penisola yucateca Chichén Itzá. Per molti anni gli studiosi pensavano che questo sviluppo dipendesse dall'arrivo di gruppi di Toltechi in fuga dalla distruzione di Tula. Oggi si sa che Tula appartiene alla fase archeologica immediatamente successiva a Chichén Itzá. Fu semmai Chichén Itzá ad influenzare Tula ed altri siti del Messico centrale come Xochicalco.
La fine della fioritura classica maya fu sicuramente il prodotto di molte cause, tutte in qualche modo legate alla tipologia del costrutto economico e sociale di questo popolo mesoamericano. La fortuna delle sue città era nata e cresciuta sul consenso conquistato dalla sapienza della sua classe sacerdotale nelle cose sacre e in quelle della natura. Come al tempo degli Olmechi, il capo-sacerdote era ancora il punto regolatore fra gli uomini e il divino. Il consenso entrò in crisi quando la tecnologia agricola fu insufficiente a coprire le esigenze economiche: crollo economico, carestie, rivolte, guerre fecero sgretolare nel giro di pochi decenni il mondo maya, costruito in secoli di paziente fatica.

## Le città Maya
Ai Maya si devono numerosi centri urbani tra i più spettacolari dell'antichità: Tikal, Palenque, Yaxchilán, Copán, Piedras Negras, Uxmal, Chichén Itzá per citare solo i più grandiosi.
La memoria della cultura maya è scolpita chiaramente e ampiamente sui templi, sui palazzi, sulle piramidi, e soprattutto è descritta nei geroglifici delle steli, sulle quali con accuratezza sono segnate le date, sono raffigurati gli eventi ed è ritratta la vita della gente.
Sotto gli influssi della potente cultura irradiata da questi centri, gli antichi Maya realizzarono uno dei complessi di cultura materiale e di cultura teorica più raffinato dell'umanità. Teorici puri, anche, paradossalmente, quando realizzavano cose concrete, furono al contempo straordinari artisti e scienziati acutissimi, raffinatissimi esecutori e teorizzatori senza pari, raggiungendo in tutti i campi quelle che appaiono essere - almeno secondo certi canoni - le vette più alte del loro tempo. D'altro canto sono anche passati alla storia per una religione violenta che prevedeva sacrifici umani anche collettivi. Sono state ritrovate infatti dagli archeologi fosse con migliaia di teschi umani.
Il tipo di governo Maya era semplice. Il popolo sembra che desiderasse di essere governato il meno possibile. Difatti, i Maya non costituirono mai un impero: la loro organizzazione era basata su un insieme di città-Stato.
Si ebbero semplicemente tante città-Stato affini a quelle dell'antica Grecia o dell'Italia medievale, che condividevano la religione, la cultura e la lingua, ma erano ciascuna sovrana dei propri diritti e dotata di leggi proprie.
Ogni città-Stato era governata da un capo ereditario, che esercitava funzioni amministrative, esecutive e probabilmente anche religiose. Sotto di lui, la nobiltà presiedeva alle piccole municipalità che si affollavano intorno al centro cittadino: quei nobili facevano da giudici, da esattori delle tasse e da custodi dell'ordine. 
Nel commercio le città erano rivali, ma l'assenza quasi totale di scene di battaglia sulle steli lascia arguire che raramente la loro rivalità conduceva alla guerra.
Alcune città furono molto grandi per l'epoca. Tikal, ad esempio, nel periodo classico arrivò a 60 000 abitanti. Secondo alcune stime, in quel periodo la popolazione dello Yucatán era tripla di quella odierna.
La prosperità della campagna si riversava nelle città. I coltivatori e i mietitori di mais, alimento principale dei Maya, diedero un impulso decisivo alla formazione della cultura, finanziando il lavoro dei sacerdoti scienziati, che indagavano i misteri della terra e delle stelle, sviluppavano un sistema cosmologico, approfondivano lo studio dell'astronomia, della scrittura e della matematica.
Sul finire del periodo classico, la giungla s'impadronì delle città maya. La loro scomparsa è attestata dalle ultime date delle steli. Copán fu abbandonata intorno all'800; l'ultima stele di Tikal risale all'anno 869 d.C.
Non è ben chiaro perché le città furono abbandonate.
Sono state formulate alcune ipotesi:
1. La popolazione, stanca dei lavori forzati, si sarebbe ribellata contro i sacerdoti e i nobili, deportandoli o massacrandoli.
2. Le città, lasciate in mano a governanti incapaci, sarebbero andate in rovina una dopo l'altra.
3. L'invasione o l'influenza di nuove genti provenienti dal Messico centrale, i Toltechi, avrebbe portato a un grave declino, prima di una rifioritura nel periodo post-classico.

## La società Maya
Oltre alla nobiltà governante, c'erano soldati e sacerdoti, pari per importanza ai nobili signori. L'alto rispetto per i sacerdoti era dovuto alla loro importanza come custodi del sapere. I ministri del culto erano astronomi e matematici, potevano contare gli anni, i mesi e i giorni, conoscevano il tempo della semina e quello della mietitura; inoltre sapevano come controllare e fermare gli dei del male e come riuscire graditi alle divinità benefiche (pioggia, fertilità, ogni bene).
L'uomo comune era di solito un coltivatore di mais: doveva raccoglierne a sufficienza per nutrire se e la sua famiglia, per pagare il tributo ai governanti, ai nobili e ai sacerdoti. Forse questo impegno occupava metà del suo tempo e lo lasciava libero nell'altra metà di dedicare allo stato il resto delle energie. Il suo tempo libero permise la costruzione delle grandi piramidi, dei templi, dei palazzi e delle corti signorili.
C'erano infine gli schiavi, che comprendevano prigionieri di guerra, condannati per delitti comuni e gente acquistata da altre zone o rapita con la forza.
I Maya furono un popolo pulito: il bagno giornaliero che oggi è di regola, pare fosse parte integrante della tradizione ereditata.
In caso di malattia i Maya potevano chiedere aiuto al sacerdote, all'uomo di medicina, allo stregone, che ricorrevano variamente alle erbe medicinali e alle pratiche magiche. Il rituale della religione maya prese forma tra 300-400 a.C., quando i sacerdoti erano responsabili della compilazione del calendario, della cronologia e della scrittura. Gradualmente l'elenco delle divinità si allungò, il cerimoniale divenne più complicato e le esigenze dei credenti si moltiplicarono. La loro religione era personale e interessava l'intero ciclo della vita.
Un complicato sistema astrologico sistemava il destino del neonato a seconda del giorno e dell'ora della sua venuta al mondo. Un rituale dettagliato seguiva il bimbo fin dalla nascita, quando la testa veniva compressa per lo schiacciamento della fronte.
Vigevano poi i riti particolari per la cerimonia dell'iniziazione, l'addestramento delle donne, la preparazione al matrimonio e ad ogni altra fase della vita, fino al complicato culto che accompagnava il morente.
Con il periodo postclassico venne introdotto il nuovo culto di Quetzalcoatl, chiamato dai maya Kukulcán: esso glorificò e incrementò l'attività guerriera e il sacrificio umano, portando con sé anche l'idolatria e un rituale più complicato.
La caccia fu una delle attività più diffuse. Le prede potevano essere destinate al consumo, all'interscambio o alla realizzazione di utensili e prodotti utilizzabili a fini pratici, commerciali, terapeutici, magici o rituali. Pelli e piume servivano come valori di scambio, a fini pratici come vera e propria valuta.
Alle battute partecipavano dai 50 ai 100 cacciatori, che dovevano osservare la preda, attirarla con richiami speciali, tendere le reti o le trappole e spingerla verso di esse o verso cacciatori appostati tra la vegetazione. Prima di iniziare bisognava chiedere con appositi rituali il permesso e il favore alle divinità protettrici dei monti e degli animali; dopo la conclusione, bisognava rendere loro grazie con altri rituali.
Le piume degli uccelli venivano ereditate da padre in figlio, come anche gli alberi, dove nidificavano e i luoghi dove si abbeveravano. Gli uccelli non venivano mai uccisi. Le piume appaiono un po' dappertutto, e anche come motivo ornamentale nella ceramica, nell'arte lapidaria, negli stucchi, nei codici e nelle strutture architettoniche. Le piume servivano anche come parte della dote che i vassalli consegnavano al momento del matrimonio della figlia del loro signore. Addirittura le multe venivano pagate con piume o uccelli vivi.
Per quanto riguarda la pesca i maya non ebbero problemi per reperire pesci, vista l'abbondanza di fiumi e laghi nel loro territorio e la vicinanza del mare.
Utilizzavano i molluschi per tingere i tessuti, le uova di tartaruga e di pesce per decorazioni, i denti di squalo per confezionare frecce.
Le resine degli alberi venivano usate come pigmenti, incensi mordenti o collanti. Nelle zucche si trasportavano acqua, miele, liquori, tortillas e semi.
Per ciò che concerne le terre, i minerali e i metalli, le fonti storiche menzionano il loro utilizzo, come collanti, argille e sgrassanti per uso ceramico o edilizio, come strumenti di lavoro per l'attività lapidaria e per l'agricoltura, lame dai molteplici usi per radersi, cacciare, combattere, pescare.
L'oro veniva usato per i gioielli dei signori.
V'è inoltre un ricchissimo repertorio terapeutico che attingeva sia dal mondo animale che vegetale e minerale: dagli analgesici agli abortivi agli afrodisiaci.
I Maya conoscevano e usavano il cotone. La fibra tessile era ricavata dai semi, cardata, pettinata, filata con fusi e dipanata per ottenere gomitoli.
I tessuti fatti col cotone comprendevano broccati o tessuti successivamente ricamati ad ago, stampati, imbastiti, sfrangiati e venivano impiegate piume per la decorazione.
V'erano inoltre falegnami, scultori, scribi, barbieri, ceramisti portatori, prostitute, messaggeri, levatrici, predicatori, guaritori, indovini, becchini, e via dicendo.